# Contea di Linshu
La contea di Linshu (临沭县S, Línshù XiànP) è una contea della Cina, situata nella provincia dello Shandong e amministrata dalla prefettura di Linyi.